# Håkan Lidman
Erik Håkan Lidman (31. ledna 1915 Göteborg – 6. června 2000 Estepona) byl švédský atlet, překážkář, mistr Evropy v běhu na 110 metrů překážek z roku 1946.

## Sportovní kariéra
Jeho speciální disciplínou byl běh na 110 metrů překážek. Na olympiádě v Berlíně v roce 1936 doběhl čtvrtý. Ve finále této disciplíny na evropském šampionátu v roce 1938 skončil druhý. Dne 22. září 1940 vytvořil evropský rekord v běhu na 110 metrů překážek časem 14,0 s, který platil až do roku 1956. V roce 1946 v Oslo se stal se mistrem Evropy v této disciplíně.